# Zwierzyniec (gromada)
Zwierzyniec – dawna gromada, czyli najmniejsza jednostka podziału terytorialnego Polskiej Rzeczypospolitej Ludowej w latach 1954–1972.
Gromady, z gromadzkimi radami narodowymi (GRN) jako organami władzy najniższego stopnia na wsi, funkcjonowały od reformy reorganizującej administrację wiejską przeprowadzonej jesienią 1954 do momentu ich zniesienia z dniem 1 stycznia 1973, tym samym wypierając organizację gminną w latach 1954–1972.
Gromadę Zwierzyniec z siedzibą GRN w Zwierzyńcu (wówczas wsi) utworzono – jako jedną z 8759 gromad na obszarze Polski – w powiecie zamojskim w woj. lubelskim na mocy uchwały nr 18 WRN w Lublinie z dnia 5 października 1954. W skład jednostki weszły obszary dotychczasowych gromad Bagno, Rudka, Wywłoczka i Zwierzyniec ze zniesionej gminy Zwierzyniec oraz obszar dotychczasowej gromady Sochy ze zniesionej gminy Tereszpol w tymże powiecie. Dla gromady ustalono 27 członków gromadzkiej rady narodowej.
1 stycznia 1959 do gromady Zwierzyniec włączono obszar zniesionej gromady Obrocz w tymże powiecie.
1 stycznia 1969 do gromady Zwierzyniec włączono Żurawina ze znoszonej gromady Brody Małe w tymże powiecie.
Gromada przetrwała do końca 1972 roku, czyli do kolejnej reformy gminnej. 1 stycznia 1973 w powiecie zamojskim reaktywowano gminę Zwierzyniec.